# Витамин PP
Ниацинът (известен още като витамин PP, никотинова киселина, витамин B3) е водоразтворим витамин от група B. Изкуствено може да се синтезира от алкалоида никотин. За нуждите на организма ниацинът се внася отвън с храната или се синтезира ендогенно от аминокиселината триптофан. В хранителната промишленост се използва като хранителна добавка E375.
Хроничният недостиг на този витамин предизвиква болестта пелагра (съчетание от три симптома – дерматит, диария, деменция). Кивито е един от естествените източници на никотинова киселина.